# 진화 (법학)
법의 진화는 법이 사회생활의 발달에 즉응(卽應)해서 법 본래의 기능을 발휘할 수 있도록 진보하는 것을 말한다. 로마법이 훌륭하여 근세에 계수(繼受)될 수 있었던 것은 로마 사회의 농업사회로부터 상업사회에의 발달에 법이 즉응할 수 있었기 때문이다.
법의 진화의 사상은 진화론의 영향을 받아 등장하였으며, 메인은 ‘신분(身分)에서 계약(契約)으로’를 법의 진화의 법칙이라 선명(宣明)했다. 문화의 발달과 법의 진화에의 평행(平行)을 주장한 요셉 코라, 그 밖의 법인류(민속)학도 법의 진화를 연구하려고 한다. 내용적으로 보면 고대사회에 공통으로 다 같이 갖추고 있는 종교·도덕·법의 3규범의 혼합 상태로부터 먼저 종교 규범이 분리되고(근세), 계속해서 도덕과 법이 분리된다(19세기의 법실증주의)는 것이 법 진화의 방향이다. 종교·도덕과 무관계인 것은 아니지만 법 독자의 질서유지 및 정의실현의 기능을 기술적·조직적으로 발휘하는 데는 법이 종교·도덕으로부터 일단 상대적으로 독립해 있을 필요가 있다. 복잡하게 발달한 현대사회는 그것을 요구하고 있는 것이다.

## 같이 보기
- 법
- 법학
- 법의 발생
- 법의 변천